# Emre Can
Emre Can, född 12 januari 1994, är en tysk fotbollsspelare som spelar för Borussia Dortmund. Han har tidigare spelat för Bayern München, Bayer Leverkusen, Liverpool och Juventus.

## Karriär
I maj 2016 blev Can vald till "Årets unga spelare i Liverpool".
Den 21 juni 2018 värvades Can av Juventus, där han skrev på ett fyraårskontrakt.
Den 31 januari 2020 lånades Can ut till Borussia Dortmund på ett låneavtal över resten av säsongen 2019/2020 och därefter med en obligatorisk köpoption. Han skrev på ett fyraårskontrakt med start den 1 juli 2020 med Borussia Dortmund. I juli 2023 förlängde Can sitt kontrakt fram till sommaren 2026 samt blev utsedd till ny lagkapten i klubben.

## Meriter

### Bayern München
- Bundesliga: 2012–13
- DFB: 2012–13
- Tyska supercupen: 2012–13

### Landslag
- Confederations Cup: 2017 (Guld)